# Palacio Contrari
El Palacio Contrari es un palacio de origen medieval que se encuentra en Ferrara, en la céntrica via Contrari, junto al Palacio de San Crispino. Debe su nombre a la antigua familia nobiliaria de los Contrari.

## Historia

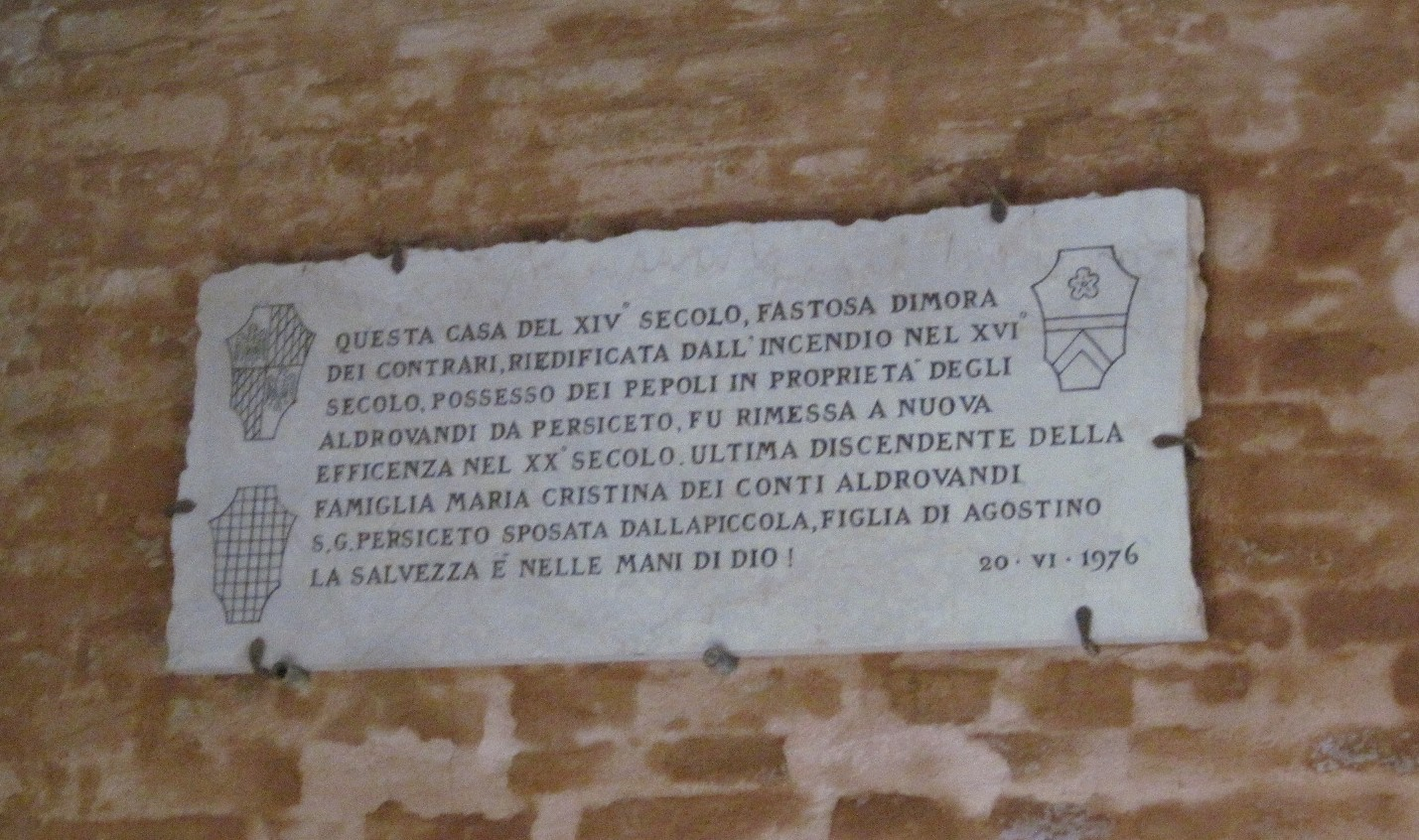
Lápida en el vestíbulo del Palacio Contrari, Ferrara.

La familia Contrari fue una de las más ricas e importantes de Ferrara desde el siglo XII, muy cercana y emparentada con la familia Este.
Uno de los primeros miembros de la familia que desempeñó un cargo público fue Pietro Contrari, cónsul de Ferrara de 1127 a 1135, pero seguramente la personalidad de mayor relieve fue Uguccione II, fallecido en 1516, 3.er Conde de Vignola, que casó con Diana de Este, hija de Sigismondo de Este, a su vez hijo de Niccolò III de Este, que entre otros cargos y títulos fue lugarteniente del ducado de Ferrara y capitán general de las armadas del duque de Ferrara.
La familia Contrari estuvo emparentada también con los señores de Carpi, los Pio di Savoia, feudatarios de los Este, puesto que Lionello I Pio di Savoia casó con Camilla Contrari, de Ferrara; y tuvo vínculos también con la importante familia Fregoso de Génova, dado que la hija de uno de sus dux, Lodovico Fregoso, Battistina, fue desposada con Ambrogio Contrari.
En el palacio habitó, además del citado Uguccione, hasta 1413, también el conde Ercole Contrari, capitán de la guardia ducal que tuvo una larga relación con Lucrecia de Este. A la muerte del conde la propiedad pasó a la familia Pepoli, hasta 1855, y finalmente el palacio quedó dividido entre diversas familias.

## Aspectos arquitectónicos
El edificio, perteneciente a un periodo anterior al siglo XIV, en un principio estaba dotado de unas almenas que se vinieron abajo durante el seísmo que golpeó Ferrara en 1570. Posteriormente fue remodelado, pero conserva todavía hoy un aspecto monumental, gracias en parte al bello portal de mármol.
En las amplias estancias los techos están trabajados en artesonado con ornamentos de oro y figuras de notable factura. En todo el edificio se encuentran muchos frisos pertenecientes al momento de la edificación.